# مطيافية موسباور

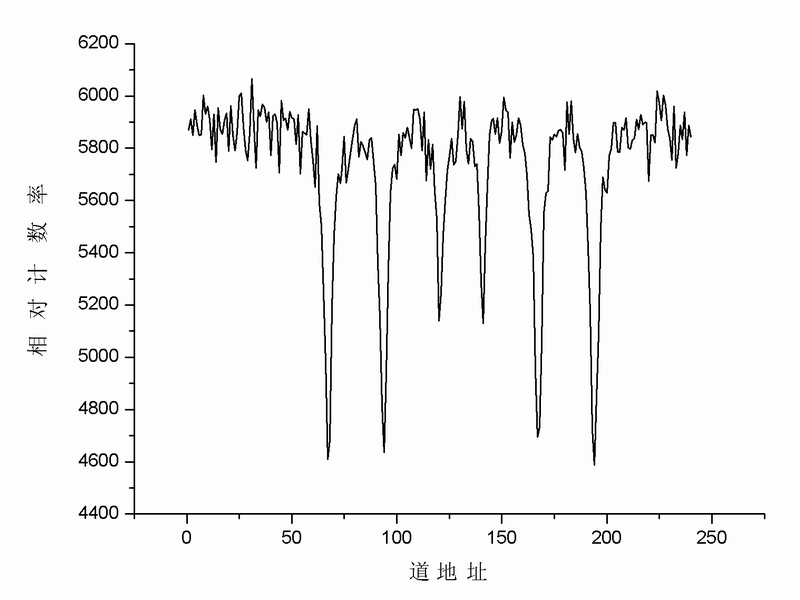
طيف امتصاص مطياف موسباور للحديد ^{57}Fe

مطيافية موسباور (بالإنجليزية : Mössbauer spectroscopy)
هي طريقة تحليلية للمواد لمعرفة بعض خواصها الدقيقة من دون تكسير العينة ، فتكون العينة بعد فحصها كما هي لا تتغير عن حالتها قبل الفحص . تستخدم مطيافية موسباور في الفحص العلمي في الكيمياء الحيوية وفي فيزياء المواد المكثفة وفي الجيولوجيا.

## طريقتها
تستفيد مطيافية موسباور من ظاهرتين طبيعيتين وتطبقهما لتفي بالغرض المطلوب منها ، وتلك الظاهرتان هما : تأثير موسباور وتأثير دوبلر.
يتعلق تأثير موسباور بتغير شعاع غاما المنطلق من نواة ذرية ، حيث تطول طول موجة الشعاع غاما إذا كانت النواة المصدرة لشعاع غاما تتحرك مبتعدة عن مكشاف القياس ؛ وبالعكس يقصر طول موجة شعاع غاما إلذا كانت النواة الباعثة لشعاع غاما تتحرك في اتجاه المكشاف. ويتعلق تأثير دوبلر باستطالة طول موجة سواء كانت صوتية أو ضوئية إذا كان المصدر يبتعد عن المشاهد ؛ بينما تقصر طول الموجة إذا كان المصدر يتحرك في اتجاه المشاهد .

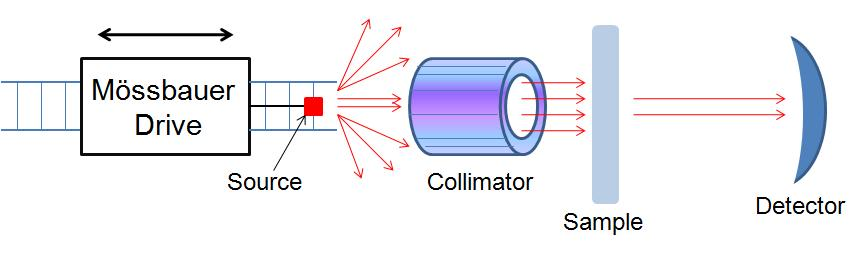
رسم توضيحي لمطياف موسباور ويتكون من : مصدر يتحرك source و
مسدد موازاة collimator و مكشاف detector.

جمع العالم الألماني موسباور تلك الظاهرتين من أجل بناء جهاز مطيافه للقيام بتحليل دقيق للمواد بواسطتها. فهو يختار مادة مصدرة لأشعة غاما ويجعلها تسقط على العينة المراد اختبارها ، ويستطيع قياس الشعاع المرتد من العينة بواسطة عداد أو مكشاف. وهو يغير من سرعة مصدر أشعة غاما فيجعله مثلا يتحرك مبتعدا عن العينة بسرعة معينة ، ويغير من تلك السرعات حتى يجد نقصانا في تسجيل أشعة غاما التي يقم العداد بعدها . عند تلك السرعة للمصدر ،أي عند طول موجة شعاع غاما الصادرة من المصدر وتسقط على العينة فإن تلك الموجة تمتصها العينة بكثرة ، ذلك لتوافق طول موجة شعاع غاما عندئذ مع أحد مستويات الطاقة في الغلاف الإلكتروني لذرات العينة ، أو الغلاف الإلكتروني لأيونات العينة إذا كانت مركبا كيميائيا .
بهذه الطريقة يستطيع تعيين طيف لاشعة غاما يدل على البنية الدقيقة للعينة ، أي يستطيع تعيين مستويات الطاقة في الأغلفة الإلكترونية لذرات العينة . تطبق تلك الطريقة مع عينات مواد يمكن لأنويتها أن تمتص كمومية أشعة غاما ، حيث يستطيع تعيين الطيف الدقيق للعينة.
تستطيع أشعة غاما النفاذ في عينات كثيرة ، وعن طريق استخدام مكشافات مناسبة لاشعة غاما المعدلة ، وتوصيلها بحاسوب مبرمج بسوفتوير لمعالجة البيانات الواردة له من المكشاف يستطيع إستنباط طيف كهرومغناطيسي خاص بكل عينة .
تستطيع هذه الطريقة استنباط بيانات كمية ونوعية عن العناصر الداخلة في تكوين المواد .
بواسطة تعيين البنية الفائقة الدقة للتآثر بين الإلكترونات والنواة الذرية يمكن معرفة خواص وسلوكيات الإلكترونات حول النواة ، مثل حالة أكسدتها ، وحالات العزم المغزلي لها ، وسلوكها المغناطيسي ، والسلبية الكهربائية لمكوناتها ، ودرجة تكافؤها.
.

## تطبيقاتها
من تطبيقات مطيافية موسباور الشائعة هي تعيين حالات التكافؤ الثنائي و الثلاثي للحديد . كما يمكنها تعيين عناصر مثل القصدير والأنتيمون والتلوريوم . وقد تم خلال الثمانينيات من القرن الماضي إنتاج مطيافات موسباور صغيرة يسهل حملها ، وتستخدم في اكتشاف المواقع الجيولوجية التي تحتوي على معدن القصدير. من سرعات مصادر اشعة غاما المستخدمة في دراسة الحديد Iron-57 تبلغ 11 مليمتر/ الثانية ( وهذا يعادل تغير في طاقة شعاع غاما مقداره 48 نانو إلكترون فولط ) . 
كما قامت جامعة ماينز بألمانيا ببناء وتطوير مطيافات موسباور صغيرة ، حملتها مركبتي سبيريت وأوبورتيونيتي الفضائيتان التي أرسلتهما ناسا إلى المريخ ، بغرض تحليل بعض أحجار المريخ.
 وقد أثبتتا وجود الماء ، ومرور فترة في تاريخ المريخ كانت فيها نسبة الأكسجين أعلى عن ما نجده الآن.
وصنع مطياف موسباور في حجم قبضة اليد ، بغرض تركيبه في المركبة الفضائية الروسية «فوبوس-غرنت» في عام 2013 التي كانت بغرض الذهاب إلى قمر المريخ فوبوس والهبوط عليه.  ولكن أطلاق الصاروخ الحامل إلى الفضاء لم ينجح ، وسقطت المركبة الفضائية في يوم 15 يناير 2012 ، واحترقت في جو الأرض فوق المحيط الهادي.